# غوردون هنت
غوردون هنت (بالإنجليزية: Gordon Hunt)‏ (و. 1929 – 2016 م) هو مؤدي أصوات، ومخرج مسرحي، وكاتب سيناريو أمريكي، ولد في شيرمان أوكس، توفي في شيرمان أوكس، عن عمر يناهز 87 عاماً، بسبب مرض باركنسون.

## جوائز
حصل على جوائز منها:

جائزة نقابة المخرجين الأمريكيين

## وصلات خارجية
- غوردون هنت على موقع IMDb (الإنجليزية)
- غوردون هنت على موقع ألو سيني (الفرنسية)
- غوردون هنت على موقع أول موفي (الإنجليزية)
- غوردون هنت على موقع قاعدة بيانات الأفلام السويدية (السويدية)
- غوردون هنت على موقع قاعدة بيانات الفيلم (الإنجليزية)
- غوردون هنت على موقع كينوبويسك (الروسية)